# Sefton (cheval)
Pour les articles homonymes, voir Sefton.
Sefton (1963–1993) est un cheval de l'armée britannique qui a servi pendant 17 ans, de 1967 à 1984. Il s'est fait plus particulièrement connaître pour avoir été grièvement blessé dans les attentats à la bombe de Hyde Park et de Regent's Park, qui, combinés, ont tué sept autres chevaux et onze personnes. Il s'est suffisamment rétabli pour reprendre son service actif et a par la suite reçu le titre de « Cheval de l'année ». Sefton est l'un des premiers chevaux à être placé au Panthéon de la renommée équestre de la British Horse Society, avec un prix annuel nommé en son honneur. 

## Jeunesse
Sefton est né en juillet 1963 dans le comté de Waterford, en Irlande, à la suite d'un croisement entre une jument de trait irlandaise et un étalon de race pur-sang local (réputé s'appeler Honour's Choice). Michael Conners, l'achète à l'âge de deux ans et l'emmène à quatre ans au haras de Pallas, à proximité, pour le faire inspecter le 1er juin 1967 par la Commission des achats de l'armée, et recevoir le paiement standard de £ 275. 
Il est ensuite expédié par ferry depuis Dublin avec 25 autres chevaux âgés de 3 et 4 ans destinés aux King's Troop, au Royal Horse Artillery et à d’autres sections de la Household Cavalry. Il est surnommé Sefton en l'honneur de Lord Sefton, un ancien officier de la Household Cavalry, mais est surnommé 'Sharky' dans l'écurie, en raison de sa tendance à mordre. 
En septembre 1967, il est transféré à Wellington Barracks, à Londres, et affecté au régiment de la cavalerie à cheval, où il est débourré par le soldat McGregor. Il est dressé ( 'passed out') en juin 1968 et porte le numéro de régiment 5/816 sur ses sabots postérieurs. 
Cependant, durant l'été 1969, Sefton a la réputation d'être difficile et de rompre les rangs, de s'agiter et de faire la sieste. Pour ces raisons, Sefton est envoyé avec les Blues and Royals en déploiement en Allemagne. Il rejoint le Weser Vale Hunt, un groupe de limiers mis en place par le capitaine Bill Stringer, à la recherche de coureurs bénévoles. Il devient rapidement la monture du batteur et excelle dans cette tâche, avec un saut audacieux et un rythme rapide. Cela le rend très populaire et, en raison de sa nature, il n'est pas donné aux recrues pour apprendre, mais offert comme prix aux meilleures recrues. 
Il a également participé à des concours de saut d'obstacles et, lors de son déploiement entre 1969 et 1974, a gagné 1 434 marks allemands et a été inclus dans l'équipe en lice de la British Army of the Rhine, décrochant la victoire en course point-to-point. 
En 1975, des cas de gourme se déclarent à la caserne de Knightsbridge, créant une pénurie en grands chevaux noirs pour les cérémonies à Londres. À ce moment-là, Sefton avait un tendon suspect, probablement en raison d'une atteinte, et fut immédiatement choisi pour retourner en Angleterre. Il travaille pour la Household Cavalry pendant quatre ans, effectuant des tâches de garde, apparaissant dans des quadrilles et des piquets de tente. Il continue à faire des sauts, notamment au Royal Tournament et dans d’autres spectacles plus modestes, bien qu’à partir de 1980, il soit progressivement retiré du sport à l’âge de 18 ans.

## Bombardement de l'IRA
Le 20 juillet 1982 à 10 h 40, Sefton se dirigeait vers la traditionnelle relève de la garde avec 15 autres chevaux de son régiment. Une bombe à ongles montée dans une voiture et posée par l'IRA explose sur la promenade South Carriage Drive à Hyde Park, frappant la formation de chevaux et de cavaliers des Blues and Royals. 
Deux soldats sont tués sur le coup, et deux autres soldats meurent de leurs blessures plus tard. L'explosion a blessé tous les chevaux, dont sept si gravement qu'ils sont abattus sur les lieux pour soulager leurs souffrances. Ceux qui sont morts s'appellent Cedric, Epaulette, Falcon, Rochester, Waterford, Yeastvite et Zara. Sefton et huit de ses compagnons d'écurie ont également été blessés, Sefton étant le plus gravement blessé des chevaux survivants. Echo, un cheval « gris » de la police métropolitaine qui escortait la troupe, a été touché par un éclat d'obus et Yeti, un « Cav Black », même s'il n'a pas été blessé physiquement, a subi des lésions nerveuses et a été traumatisé par l'attaque. Une seconde explosion, survenue sous un kiosque à musique deux heures plus tard à Regent's Park, a tué sept autres soldats. 
Les blessures de Sefton étaient graves : une veine jugulaire sectionnée, une blessure à l'œil gauche et 34 blessures au corps. Son cavalier, le cavalier Michael Pedersen, a indiqué que Sefton avait réagi avec tant de compétence que lors de l'explosion de la bombe, il n'y avait aucune chance qu'il soit désarçonné. Après avoir mis pied à terre, Pedersen, qui était toujours en état de préparation et gravement choqué, ne pouvait rien faire pour aider Sefton. 
Le bruit de l'explosion a alerté un certain nombre de soldats encore dans la caserne, et beaucoup d'entre eux se sont rendus sur les lieux, notamment le commandant du régiment, Andrew Parker Bowles, et le vétérinaire, le major Noel Carding, Initialement, Parker Bowles a ordonné au cavalier de Sefton d'enlever sa chemise pour arrêter les saignements du cheval ; cela s'est avéré impossible car sa main avait été percée par un clou de quatre pouces. Un autre soldat a reçu l'ordre d'utiliser sa chemise et d'exercer une pression sur la grave blessure à l'encolure de Sefton. 
En raison de la gravité de ses blessures, Sefton a été conduit dans le premier van arrivé sur les lieux, et conduit à la caserne avec le major Carding, le maréchal-ferrant Brian Smith et trois autres cavaliers le tenant. Carding a ordonné que le van soit livré à la forge plutôt qu'aux écuries, en raison de sa proximité. Carding a entamé 90 minutes d’opérations d’urgence pour sauver la vie de Sefton - le premier des vétérinaires de l’armée britannique à opérer des blessures semblables à celles d’une guerre contre un cheval de cavalerie en plus d’un demi-siècle -, tout en prenant soin des autres chevaux blessés, jusqu'à l'arrivée de vétérinaires civils pour aider. 
Les vétérans civils, les maréchaux-ferrants et les soldats ont réussi à sauver tous les chevaux ramenés à la caserne du lieu de l'explosion.

## La récupération
Sefton a subi huit heures de chirurgie, une durée record pour la chirurgie d'un cheval en 1982. Chacune de ses 34 blessures était potentiellement mortelle ; certaines incluaient des éclats d'obus. Le soir après l'opération, les vétérinaires lui ont donné une chance sur 50 de survivre au choc et à sa perte de sang extrême. Au cours des mois suivants, il a fait des progrès constants. Durant son séjour à l'hôpital, il a reçu d'énormes quantités de cartes et de bonbons à la menthe ; des dons dépassant 620 000 £ ont été reçus pour la construction d'une nouvelle aile chirurgicale au Royal Veterinary College, baptisée aile chirurgicale Sefton,.  

## Cheval de l'année
Sefton a repris ses fonctions au sein de son régiment en 1982, passant souvent à l'endroit même où il avait reçu ses blessures. Cette année-là, il a reçu le titre de cheval de l'année et, avec Pederson, de nouveau en selle, il a été mis à l'honneur lors du spectacle du cheval de l'année, provoquant une standing ovation.  

## Retraite
Le 29 août 1984, Sefton se retira de la Household Cavalry et se rendit au Speen, dans le Buckinghamshire, dans le foyer Rest Of Horses, avec Echo, un cheval de police qui avait également survécu à l’explosion mais était devenu nerveux. incapable de continuer à travailler.  Il a vécu au centre jusqu'à l'âge de 30 ans, avant de devoir être euthanasié le 9 juillet 1993 en raison d'une boiterie incurable résultant d'une complication des blessures subies lors du bombardement. Il a été enterré au régiment d’entraînement des animaux de défense, Melton Mowbray, Leicestershire.  

## Commémoration
Après son expérience, Sefton est devenu l'un des premiers chevaux à être placé dans le Hall of Fame équestre de la British Horse Society, avec un prix annuel nommé en son honneur.  
En 2013, une statue de Sefton a été dévoilée au Royal Veterinary College en l'honneur du professeur à la retraite Peter Lees, et financée par Lord Ballyedmond.